# Меддісон Джайзані
Меддісон Джайзані (англ. Maddison Jaizani, нар. 3 червня 1994, Сейл, Великий Манчестер, Велика Британія) — британська акторка та модель. Вона відома своєю роллю Софі де Клермон у телевізійному серіалі Canal+ «Версаль», Одеси в серіалі AMC у телесеріалі У пустелі смерті і Бесс Марвін у серіалі The CW «Ненсі Дрю».

## Біографія
Джейзані має іранське походження. Вона жила в Манчестері та закінчила коледж Бері з національним розширеним дипломом у сфері виконавського мистецтва.

## Кар'єра
Телевізійним дебютом Джайзані стала роль підлітка Лейли в епізоді «Надзвичайний стан» серіалу «Тиран»  2014 року. Джайзані знялася в ролі Софі в телесеріалі «Версаль» з 2015 по 2018 рік, і зіграла Одесу в серіалі AMC У пустелі смерті в 2017 році. У березні У 2019 році Джайзані була обрана на роль Бесс у таємничому серіалі CW «Ненсі Дрю».

## Фільмографія
| Рік       |   | Українська назва | Оригінальна назва | Роль             |
| --------- | - | ---------------- | ----------------- | ---------------- |
| 2014      | с | Тиран            | Tyrant            | Лейла            |
| 2015—2018 | с | Версаль          | Versailles        | Софі Де Клермонт |
| 2017—2019 | с | У пустелі смерті | Into the Badlands | Одесса           |
| 2019—2023 | с | Ненсі Дрю        | Nancy Drew        | Бесс Марвін      |